# Legio III Diocletiana

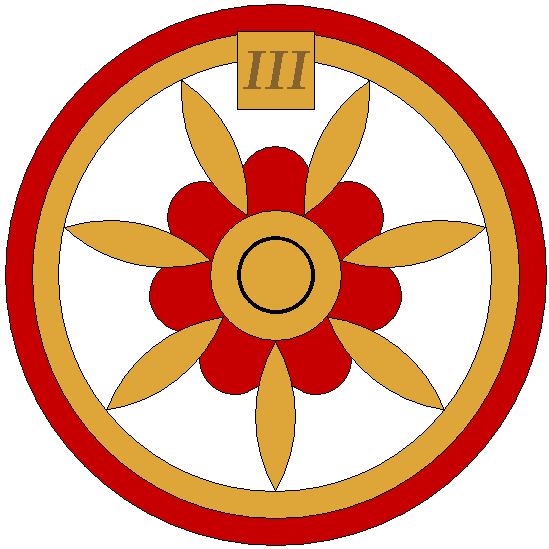
Legio Tertia Diocletiana Thebaeorum

La Legio III Diocletiana (Tercera legión «de Diocleciano») fue una legión romana comitatensis, creada en 296 por Diocleciano, de quien la legión tomó su nombre.
El propósito de esta legión era guardar la recientemente reorganizada provincia de Egipto, teniendo su sede en Alejandría. Fue creada para apoyar a la II Traiana Fortis, y por ello tomó el ordinal III.
Durante el siglo IV, algunas vexillationes de la III Diocletiana fueron enviadas al sur de Egipto, a Tebas y Kom Ombo.
Teodosio I envió soldados desde el norte a la III Diocletiana en Egipto, y soldados egipcios en Macedonia, formando la III Diocletiana Thebaeorum, bajo el mando del Magister Militum per Thracias (Notitia Dignitatum Orientis, VII). El dibujo del escudo de la III Diocletiana Thebaeorum fue una rosa roja sobre campo blanco.